# Boianu Mare, Bihor
Boianu Mare (maghiară Tasnádbajom) este satul de reședință al comunei cu același nume din județul Bihor, Crișana, România.

## Vezi și
- Biserica de lemn din Boianu Mare